# Bominaco
Bominaco – miejscowość we Włoszech, w regionie Abruzja, w prowincji L’Aquila. Leży w Apeninach Środkowych, na południe od masywu Gran Sasso, na wysokości 1000 m n.p.m.
Według danych na rok 2010 miejscowość zamieszkiwało 85 osób.

## Zabytki
- kościół Santa Maria Assunta z końca XII w., romański, trójnawowy, zamknięty trzema apsydami
- oratorium San Pellegrino, ufundowane prawdopodobnie przez Karola Wielkiego, na miejscu świątyni wczesnochrześcijańskiej z freskami z XIII w., pokrywającymi ściany i sklepienie
- zamek z XIII w. na szczycie góry Buscito (1171 m n.p.m.)